# Gustaf Magnus Retzius
Pour les articles homonymes, voir Retzius.
 (octobre 2012).
Si vous disposez d'ouvrages ou d'articles de référence ou si vous connaissez des sites web de qualité traitant du thème abordé ici, merci de compléter l'article en donnant les références utiles à sa vérifiabilité et en les liant à la section « Notes et références ».
Gustaf Magnus Retzius, né le 17 octobre 1842 à Stockholm et mort le 21 juillet 1919 dans la même ville, est un médecin anatomiste suédois qui a consacré une grande partie de sa vie à la recherche dans le domaine de l'histologie des organes des sens et du système nerveux.

## Biographie
Né à Stockholm, Gustaf Magnus Retzius est le fils de l’anatomiste Anders Retzius et le petit-fils du chimiste et naturaliste Anders Jahan Retzius. C’est en 1860 qu’il s’inscrit à l’université d'Uppsala où il obtient son titre de médecine en 1866, avant de rejoindre l’Institut Karolinska où il obtient, en 1869, le grade suédois de « licenciat » en médecine puis celui de docteur en 1871 à l’université de Lund.
À l’Institut Karolinska, il devient professeur extraordinaire d’histologie en 1877 puis professeur ordinaire d’anatomie en 1889, mais il démissionne en 1890, en conflit avec d’autres membres de l’Institut. Sa riche épouse, Anna Hierta, lui permet de poursuivre ses recherches et de publier ses nombreux écrits sans la nécessité d’avoir un emploi.
Il a publié plus de 300 articles scientifiques en anatomie, embryologie, eugénique, craniométrie, zoologie et botanique.
Les cellules d’un millimètre de long du système nerveux central des sangsues officinales (Hirudo medicinalis) portent son nom.
De tendances libérales en politique et socialement actif, il a également été journaliste et rédacteur à l'Aftonbladet, un journal créé par son beau-père Lars Johan Hierta.
Son épouse et lui ont créé la fondation Hierta-Retzius, administrée de nos jours par l'Académie royale des sciences de Suède, dont Retzius a été membre dès 1879. Cette fondation a affecté ses fonds à deux objectifs : l’un de promotion de la recherche biologique et l’autre de soutien pour des projets importants de nature scientifique ou sociale.
En 1901, Gustaf Retzius devient membre de l’Académie suédoise.
Aussi bien dans sa jeunesse que plus tard, Gustaf Retzius a toujours beaucoup voyagé à l’étranger, en Europe, également en Égypte où il a rencontré Henry Morton Stanley, et en Amérique du Nord, voyages dont il tirait des articles qu’il ne publiait pas uniquement dans le journal de son beau-père.